# Moto E5
El Moto E5 es la quinta generación de la familia de teléfonos inteligentes Android de gama baja Moto E desarrollada por Motorola Mobility. Está conformada por tres submodelos: E5 Play, E5 y E5 Plus. Fueron lanzados en abril de 2018. Este teléfono a menudo es elogiado por tener una batería de larga duración a pesar de tener un rendimiento bajo debido a su procesador y a la tarjeta de video.

## Comparación
|                                     | Submodelos | Submodelos                                                                                           | Submodelos |
|                                     | E5 Play | E5                                                                                                   | E5 Plus |
| ----------------------------------- | --- | --- | --- |
| Almacenamiento interno              | 16 GB | 16 GB                                                                                                | 32 GB |
| Almacenamiento de tarjeta extraíble | micro-SD de 256 GB como máximo | micro-SD 128 GB máx.                                                                                 | micro-SD de 256 GB como máximo |
| Monitor                             | 5.2", LCD, 1280x720 | 5,7", LCD IPS, 1440x720                                                                              | LCD IPS de 6", 1440x720 |
| Sistema en chip (SoC)               | Quadcore QS 425/427 | Quadcore QS 427                                                                                      | Octacore QS 435 |
| CPU                                 | 4x 1,4 GHz Cortex A-53 | 4x 1,4 GHz Cortex A-53                                                                               | 4x 1,4 GHz Cortex A-53 + 4x 1.0 GHz Cortex A-53 |
| GPU                                 | Adreno 308 | Adreno 308                                                                                           | Adreno 505 |
| Memoria                             | 1 GB | 2 GB                                                                                                 | 3 GB |
| Cámara trasera                      | 8 MP, apertura {\displaystyle f/}2.0 | 8 MP, apertura {\displaystyle f/}2.2, enfoque automático                                             | 12 MP, apertura {\displaystyle f/}2.0, PDAF y LAF |
| Cámara frontal                      | 5 MP | 5 MP                                                                                                 | 8 MP, apertura {\displaystyle f/}2.2 |
| Giroscopio                          | No | No                                                                                                   | Sí |
| Redes                               | 4G LTE (Cat6), CDMA / EVDO Rev A, UMTS / HSPA+, GSM / EDGE                                                                                                  | 4G LTE (Cat4), CDMA / EVDO Rev A, UMTS / HSPA+, GSM / EDGE                                           | 4G LTE (Cat6), CDMA / EVDO Rev A, UMTS / HSPA+, GSM / EDGE                                                                                                  |
| Bandas de red                       | 2G: banda GSM 2/3/5/8 CDMA BC0/BC1/BC10 3G: banda WCDMA 1/2/4/5/8 4G: banda TDD LTE 38/41 (completa) Banda FDD LTE 1/2/3/4/5/7/8/12/13/14/17/25/26/29/30/66 | 2G: banda GSM 2/3/5/8 CDMA BC0/BC1 3G: banda WCDMA 1/2/4/5/8 4G: banda FDD LTE 1/2/4/5/8/12/13/66/71 | 2G: banda GSM 2/3/5/8 CDMA BC0/BC1/BC10 3G: banda WCDMA 1/2/4/5/8 4G: banda TDD LTE 38/41 (completa) Banda FDD LTE 1/2/3/4/5/7/8/12/13/14/17/25/26/29/30/66 |

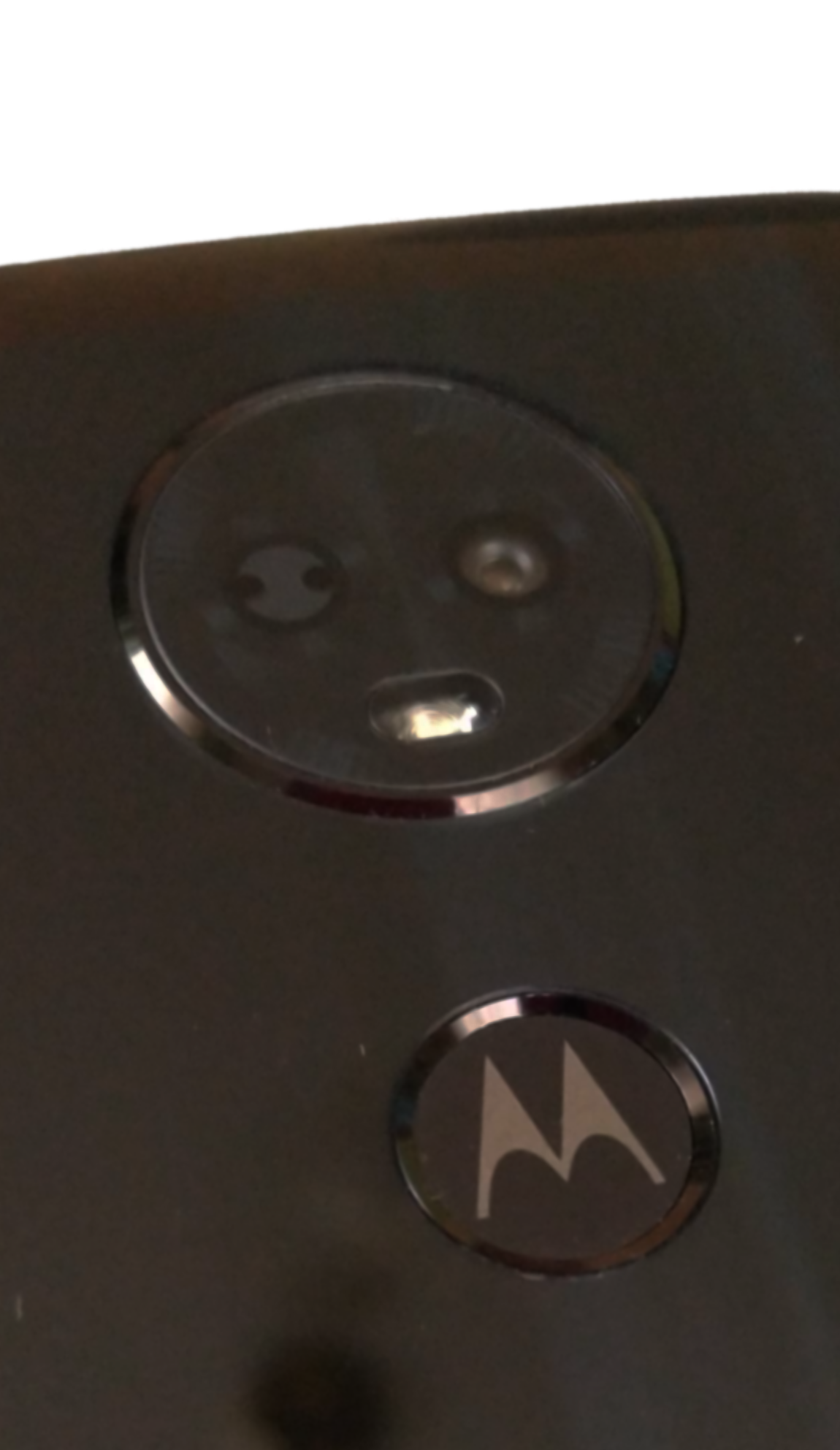
Cámara trasera del Moto E5 Plus; en apariencia este teléfono posee una doble cámara, sin embargo tiene una sola cámara trasera de 12 MP.

| Batería                             | 2800 mAh (extraíble) | 4000 mAh (fijo)                                                                                      | 5000 mAh (fijo) |
| Dimensiones                         | 151 x 74 x 8,85 mm | 155.4 mm × 72,2 mm × 8,95 mm                                                                         | 161.9 mm × 75,3 mm × 9.35 mm |
| Cargador                            | 10 W | 10 W                                                                                                 | TurboPower ™ de 15 W |
| Peso                                | 150 g (5,29 onz) | 174 g (6,1 onz)                                                                                      | 200 g (7,1 onz) |

## Controversia
En agosto de 2019, el Moto E5 Play fue incluido en una investigación comisionada por Chicago Tribune sobre varios teléfonos de diferentes marcas que supuestamente superaban los niveles de radiación de radiofrecuencia permitidos por la Comisión Federal de Comunicaciones de Estados Unidos (FCC). En diciembre de 2019, la FCC publicó un estudio sobre los teléfonos citados en la investigación, cuyos resultados mostraron que estos no superaban los límites de radiación permitidos.